# ريتشارد ستيفنسون (شاعر)
ريتشارد ستيفنسون هو شاعر كندي، ولد في 1952 في فيكتوريا في كندا.